# Такоронте
Такоронте (ісп. Tacoronte) — муніципалітет в Іспанії, у складі автономної спільноти Канарські острови, у провінції Санта-Крус-де-Тенерифе, на острові Тенерифе. Населення — 23 615 осіб (2010).
Муніципалітет розташований на відстані близько 1760 км на південний захід від Мадрида, 14 км на захід від Санта-Крус-де-Тенерифе.
На території муніципалітету розташовані такі населені пункти: (дані про населення за 2010 рік)
- Аделантадо: 1361 особа
- Агуа-Гарсія: 2710 осіб
- Барранко-де-лас-Лахас: 1861 особа
- Кампо-де-Гольф: 508 осіб
- Ла-Карідад: 1550 осіб
- Лас-Касас-Альтас: 694 особи
- Гуайонхе: 1117 осіб
- Санта-Каталіна-лас-Тоскас: 1882 особи
- Хуан-Фернандес: 249 осіб
- Меса-дель-Мар: 590 осіб
- Лос-Наранхерос: 371 особа
- Ель-Пріс: 363 особи
- Пуерто-де-ла-Мадера: 184 особи
- Сан-Херонімо-лос-Пералес: 525 осіб
- Такоронте: 3692 особи
- Ломо-Колорадо: 877 осіб
- Ла-Лус: 955 осіб
- Сан-Хуан-Пералес: 1330 осіб
- Тагоро: 839 осіб
- Ель-Кантільйо: 1063 особи
- Ель-Торреон: 894 особи

## Демографія
Динаміка населення (INE ):

## Галерея зображень

Розташування муніципалітету на острові Тенерифе
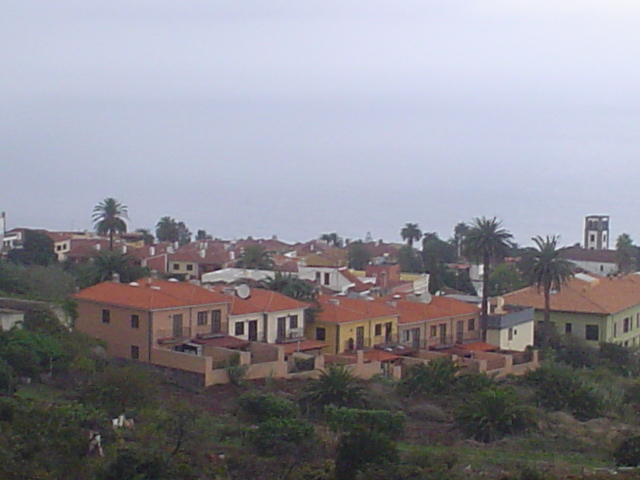
Такоронте